# Pimelodella brasiliensis
Pimelodella brasiliensis is een straalvinnige vissensoort uit de familie van de antennemeervallen (Heptapteridae). De wetenschappelijke naam van de soort is voor het eerst geldig gepubliceerd in 1877 door Franz Steindachner.